# Paraiso Ko'y Ikaw
Paraiso Ko'y Ikaw es una serie de televisión filipina transmitida por GMA Network desde 2014. Está protagonizada por Kim Rodriguez, Kristofer Martin, Joyce Ching y Phytos Ramirez.

## Elenco

### Elenco principal
- Kim Rodriguez como Josephine Enriquez
- Kristofer Martin como Teddy Ilustre
- Phytos Ramirez como Brix Castillo
- Joyce Ching como Francheska Rodrigo

### Elenco secundario
- Janno Gibbs como Badong Carriedo
- Maricel Morales como Celia Domingo-Carriedo
- G. Toengi como Regina Ilustre
- Gabby Eigenmann como Edward Rodrigo
- Jessa Zaragoza como Yvette Bartolome-Rodrigo
- Neil Ryan Sese como Roberto "Berto" Enriquez
- Ynez Veneracion como Sonya Lapus-Enriquez
- Joey Marquez como Artemio Lobedan